# Urkan (affluente destro della Zeja)
L'Urkan (in russo Уркан?) è un fiume della Siberia Orientale, affluente di destra della Zeja (bacino idrografico dell'Amur). Scorre nell'Oblast' dell'Amur, in Russia. Il fiume porta lo stesso nome di un altro affluente della Zeja, confluente però dalla sinistra idrografica.

## Descrizione
Il fiume è formato dalla confluenza dei due rami sorgentizi Bol'šoj Urkan e Malyj Urkan che scendono dai monti Tukuringra. La lunghezza del fiume è di 304 km (insieme al Malyj Urkan è di 401 km).
Scorre lungo l'altopiano dell'Amur e della Zeja. La pianura alluvionale è paludosa, occupata da vecchi laghi. Il letto dell'Urkan è molto tortuoso o ramificato in braccia in più canali. Sfocia nel fiume Zeja, a 588 km dalla sua foce. Il fiume gela da metà ottobre sino all'inizio di maggio. Suo maggior affluente è la Tynda.
Ci sono pochi insediamenti lungo le rive del fiume.